# Lysandra graeca
Lysandra graeca är en fjärilsart som beskrevs av Ruhl-heyne 1895. Lysandra graeca ingår i släktet Lysandra och familjen juvelvingar. Inga underarter finns listade i Catalogue of Life.